# 斯列德尼島 (拉普捷夫海)
斯列德尼島是俄羅斯的島嶼，屬於北地群島的一部分，位於十月革命島以北2.3公里的拉普捷夫海，由克拉斯諾亞爾斯克邊疆區負責管轄，長0.45公里，島上無人居住。